# Wilfried Seibicke
Oskar Wilfried Seibicke (* 5. Januar 1931 in Bernsdorf, Oberlausitz; † 11. September 2009) war ein deutscher Germanist und Namenkundler. Er galt als Spezialist für die Bedeutung von Vornamen.

## Leben
Seibicke studierte Germanistik, Nordistik und allgemeine Sprachwissenschaft an den Universitäten Leipzig und Bonn. 1967 wurde er an letzterer auch promoviert. Nach seiner Promotion war er von 1967 bis 1994 an der Universität Heidelberg tätig, zuletzt als Akademischer Direktor.
Seine Forschungsschwerpunkte waren die Areallinguistik, Historische Linguistik, Stilistik und die Namenforschung. Durch die Namenforschung und den Ratgeber Wie nennen wir unser Kind? wurde er einem breiten Publikum bekannt. Durch das Standardlexikon Historisches Deutsches Vornamenbuch wurde seine wissenschaftliche Tätigkeit vollendet.
Über Jahrzehnte erteilte Seibicke Auskünfte zu Vornamen und nahm zu Gerichtsentscheidungen Stellung, zumeist in der Fachzeitschrift Das Standesamt. Das Wilfried-Seibicke-Institut für Namenforschung erteilt in Zusammenarbeit mit der Gesellschaft für deutsche Sprache Auskünfte zu der Herkunft, Bedeutung und Zulässigkeit von Vornamen.

## Veröffentlichungen
- Wie nennen wir unser Kind? Ein Vornamenbuch, hrsg. von der Gesellschaft für deutsche Sprache. Lüneburg 1962.
- Beiträge zur Mundartkunde des Nordobersächsischen (östlich der Elbe). Köln / Graz 1967 (= Mitteldeutsche Forschungen 53; zugleich Phil. Diss. Bonn 1967).
- TECHNIK. Versuch einer Geschichte der Wortfamilie um τέχνη in Deutschland vom 16. Jh. bis etwa 1830. Düsseldorf 1968 (=Technikgeschichte in Einzeldarstellungen 10).
- Wie schreibt man gutes Deutsch? Eine Stilfibel. Mannheim / Wien / Zürich 1969 (= Duden-Taschenbuch 7).
- Wie sagt man anderswo? Landschaftliche Unterschiede im deutschen Sprachgebrauch. Mannheim / Wien / Zürich 1972, 2. Auflage 1983 (= Duden-Taschenbuch 15).
- Deutsche Fach- und Wissenschaftssprache. Bestandsaufnahme – Theorie – Geschichte, Mitautor Lubomír Drozd. Wiesbaden 1973.
- als Hrsg. mit Friedhelm Debus: Germanistische Linguistik 131–133 (= Reader zur Namenkunde III,2 – Toponymie). 1996.
- Vornamen. Wiesbaden 1972 (= Beiheft zur Muttersprache, N. F., 2). Neuausgabe: 2. und 3. Auflage Frankfurt/M. 1999 und 2002.
- Die Personennamen im Deutschen. Berlin / New York 1982 (= Sammlung Göschen 2218), ²2008.
- Historisches Deutsches Vornamenbuch (mit Belegen ab ca. 1400). Band 1–5. Berlin / New York 1996, 1999, 2002 und 2003.